# Hadiya Hossana FC
Hadiya Hossana Football Club w skrócie Hadiya Hossana FC – etiopski klub piłkarski grający w pierwszej lidze etiopskiej, mający siedzibę w mieście Welkite.

## Stadion
Domowe mecze klub rozgrywa na stadionie o nazwie Hossana Stadium w Hosaenie, który może pomieścić 5000 widzów.

## Reprezentanci kraju grający w klubie
Stan na kwiecień 2023.
| - Tesfaye Alebachew - Dereje Alemu - Berhanu Bekele - Girma Bekele - Tediros Bekele - Tesfaye Bekele - Tsegaye Birhanu - Yihun Endashew - Tariku Getnet - Baye Gezahegn - Aschalew Girma - Afewerk Hailu - Suleman Hamid | - Addis Hintsa - Dawa Hotessa - Frezer Kasa - Biruk Kelbore - Ramkel Lok - Mohammed Nasser - Oumed Oukri - Hayder Sherefa - Habtamu Tadesse - Samson Tilahun - Pape Seydou N’Diaye - Isaac Isinde |